# Выворот век
Выворот век (синоним: эктро́пион век) — изменение положения одного или обоих век, при котором край века отстает от глазного яблока или отвернут вниз, вследствие чего слизистая оболочка вывернута наружу. Различают выворот спастический, паралитический, старческий и рубцовый.

## Этиология и патогенез
Рубцовый выворот образуется вследствие стягивания кожи век после ранений, ожогов, системной красной волчанки, ихтиоз (при разновидностях ихтиоз Арлекина, ламеллярный ихтиоз, возможно и с синдромами, в которых есть ихтиоз) и других патологических процессов. Спастический выворот возникает в результате сокращения орбитальной части круговой мышцы глаза. Старческий выворот — следствие слабости этой мышцы. Паралитический выворот бывает только на нижнем веке и возникает при параличе лицевого нерва.
Выворачивание век (обратимое) производят и в качестве диагностической манипуляции при осмотре конъюнктивы или при оперативных вмешательствах.

## Клиника
Край века отстает от глаза или отвернут вниз, вследствие чего слизистая оболочка вывернута наружу. Она постепенно сохнет и увеличивается в размерах. Вместе с веком от глаза отходит слезная точка, что ведет к слезотечению и мацерации кожи. В результате несмыкания глазной щели может развиться кератит с последующим помутнением роговицы.

## Диагностика
Диагностика заболеваний век несложна и доступна не только врачу, но и самому больному. При внешнем осмотре можно обнаружить изменения век. При более детальном осмотре с помощью бокового освещения можно обнаружить и более тонкие изменения со стороны век.

## Лечение
При спастическом вывороте — терапия, направленная на устранение его причины. При других видах выворота век показана операция. Прогноз в отношении зрения благоприятный. Косметический дефект и восстановление слезоотведения зависят от вида и степени выворота, а также своевременности и правильности операции.